# Leucochrysa (Leucochrysa) serrula
Leucochrysa (Leucochrysa) serrula is een insect uit de familie van de gaasvliegen (Chrysopidae), die tot de orde netvleugeligen (Neuroptera) behoort. 
Leucochrysa (Leucochrysa) serrula is voor het eerst wetenschappelijk beschreven door Adams in 1979.